# Lynda Nead
Lynda Nead, född 14 maj 1957, är en brittisk konsthistoriker och kurator. Hon är professor i konsthistoria vid Birkbeck, University of London. Nead är sedan 2018 ledamot av British Academy.